# Limenitis aquillia
Limenitis aquillia är en fjärilsart som beskrevs av Hans Fruhstorfer 1915. Limenitis aquillia ingår i släktet Limenitis och familjen praktfjärilar. Inga underarter finns listade i Catalogue of Life.